# Facultad Regional Haedo
La Facultad Regional Haedo o FRH es una de las facultades pertenecientes a la red nacional de la Universidad Tecnológica Nacional o UTN de la República Argentina. Dicha regional se sitúa actualmente en la ciudad de Haedo en la Provincia de Buenos Aires y consta de 2 carreras de pregrado, 5 de grado y varias de posgrado.

## Origen

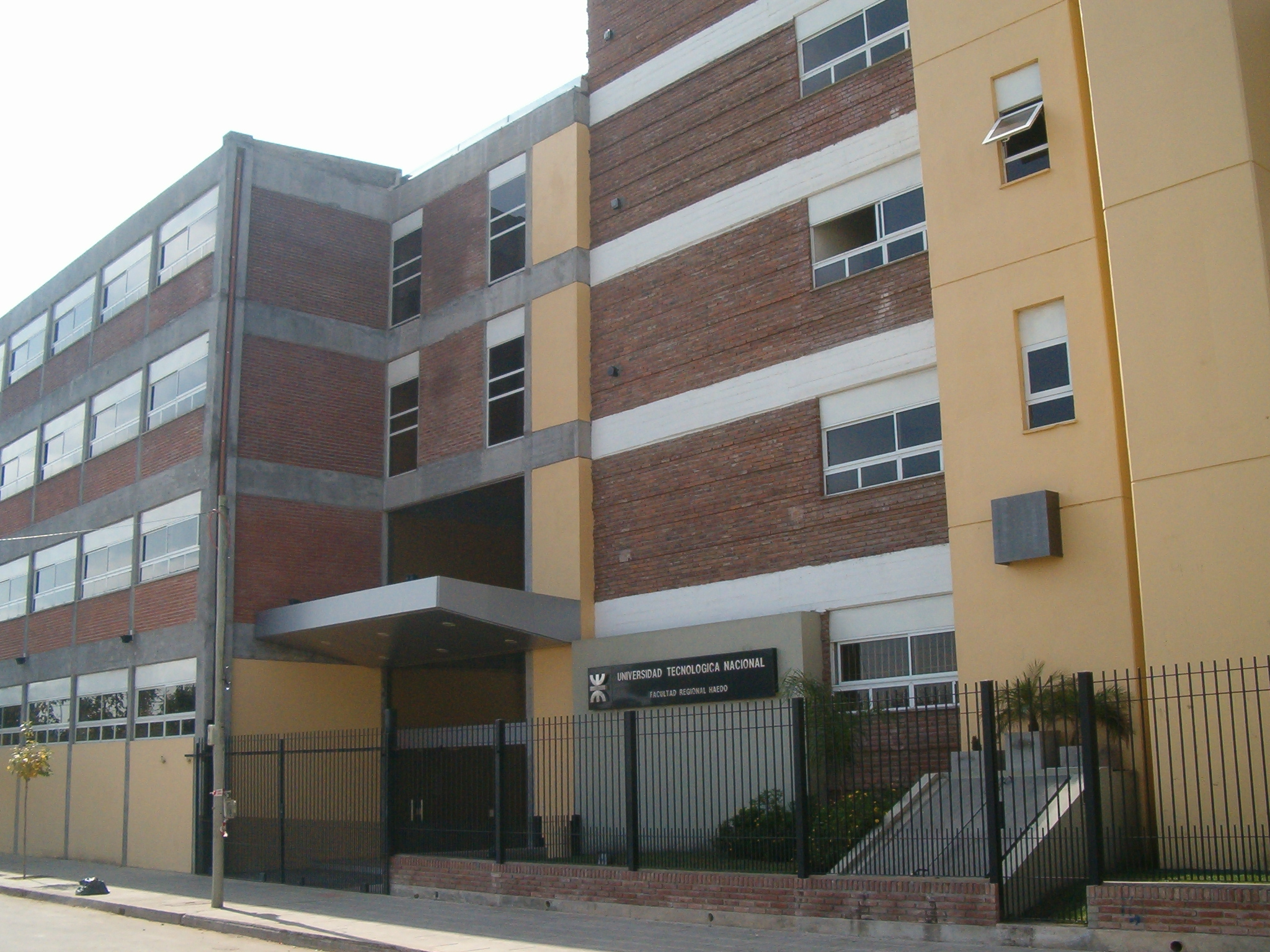
Fachada y nueva entrada sobre la calle R. Ruiz, en Haedo.

La Facultad Regional Haedo se inició el 5 de mayo de 1967 como anexo de la Facultad Regional Buenos Aires a la luz de la necesidad de contar con una Facultad de la UTN en la zona.
A partir de entonces se comenzó a registrar una elevada inscripción de alumnos. Es por ello que el 3 de abril de 1970 el anexo pasó a ser Delegación de la Facultad Regional Buenos Aires y a funcionar en el Instituto Almirante Brown. En 1971 la delegación pasa a depender del Rectorado.
Con el correr del tiempo, y sobre la base de las necesidades industriales, la misma pasó a ser reconocida como Facultad Regional, el 30 de septiembre de 1972, dictando hasta ese momento sólo la carrera de Ingeniería Mecánica.

## Carreras
Las carreras de pregrado que se dictan son: 
- Tecnicatura en material ferroviario
- Tecnicatura en programación

Las carreras de grado que se dictan son:
- Ingeniería Aeronáutica
- Ingeniería Electrónica
- Ingeniería Industrial
- Ingeniería Mecánica
- Ingeniería Ferroviaria
- Bioingeniería

Entre los posgrados que se dictan se encuentran:
- Especialización en Higiene y Seguridad en el Trabajo
- Especialización en Ingeniería Estructural orientada a recipientes, contenedores de presión, cañerías y equipos
- Maestría en Ingeniería Estructural Mecánica
- Doctorado en Ingeniería Mención Materiales

## Nuevas carreras
A partir del año 1975 esta Casa de Altos Estudios comenzó a dictar la Carrera de Ingeniería Aeronáutica . Esta carrera fue necesaria considerándose la cercanía de aeropuertos militares y civiles que la circundan.
Esto posibilita que la Facultad Regional Haedo se haya constituido en una de las principales fuentes de profesionales que alimentan empresas de porte en la industria aeronáutica.
En 1994 se aprobó por Consejo Superior Universitario la incorporación del dictado de la carrera de Ingeniería Electrónica y en 1995 se incorporó la carrera de Ingeniería Industrial.
Estas carreras cubren las necesidades detectadas en la industria, y posibilita a los alumnos de escuela secundaria un acceso a estudios de nivel superior en la zona.
En el año 2013 se aprueba la creación de la carrera de Ingeniería Ferroviaria que comenzó a dictarse en el año 2014. La duración es de 5 años y un cuatrimestre. La Facultad Regional Haedo se convierte así en la única casa de altos estudios del país en poseer dicha especialidad.
En el año 2023 se presenta la carrera de Bioingeniería para su acreditación, que comenzará a dictarse en 2024.

## El edificio

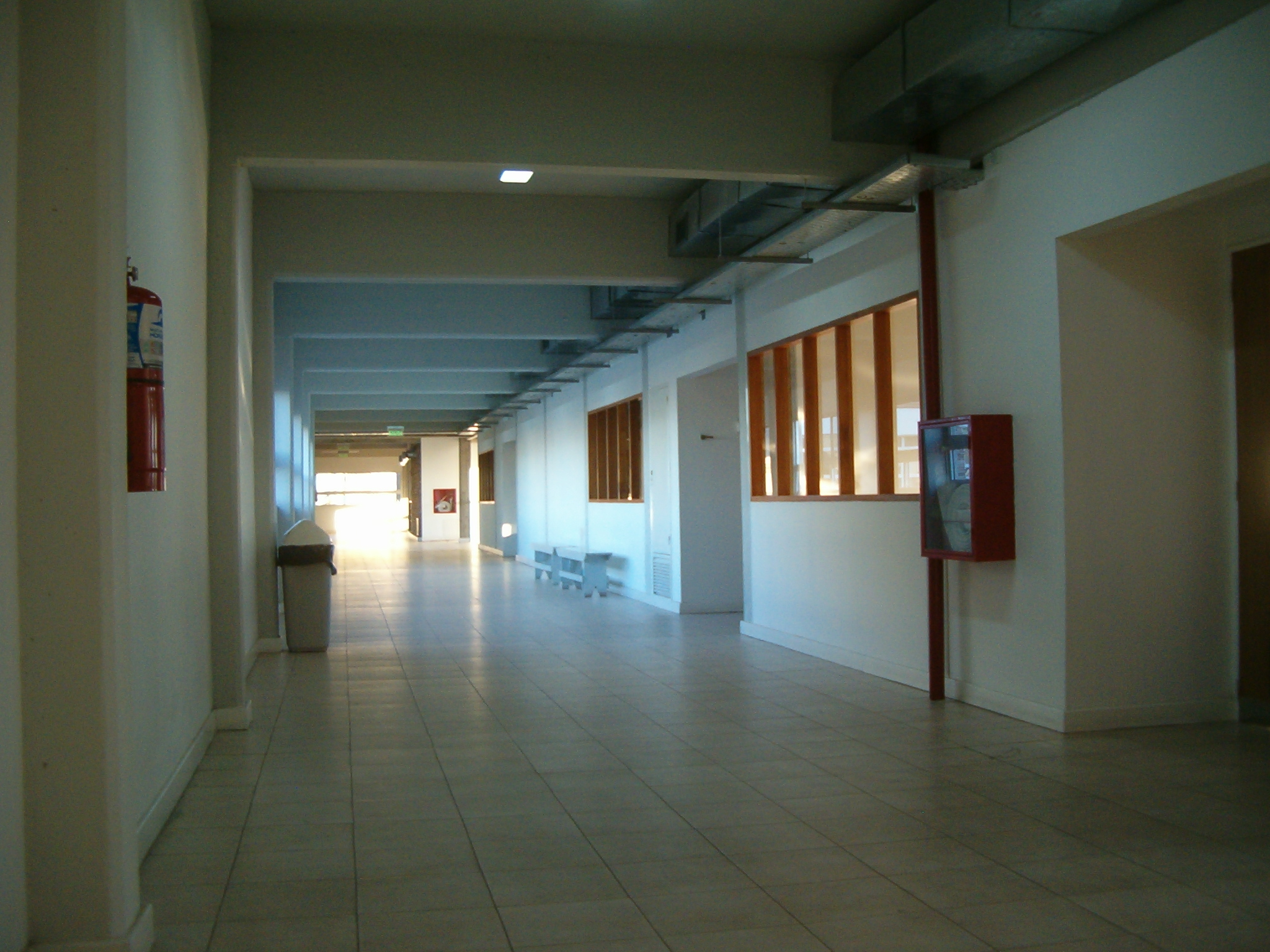
Vista del primer piso del ala nueva.

En sus comienzos la Facultad no tenía edificio propio, funcionaba en diversas instituciones de la zona, como el Instituto Almirante Brown, el Colegio San Judas Tadeo, el Instituto Jorge Newbery, el Instituto Juan XXIII, entre otras. Los vecinos de la zona, quienes se entusiasmaron ante la llegada de la UTN en la localidad, se movilizaron desde los orígenes para que esta Casa de Estudios tuviera su edificio propio y así se asentara en Haedo. Los integrantes de la Sociedad de Fomento Primera Junta, en especial, fueron algunos de los que participaron junto a las autoridades de la UTN en la obtención de los terrenos para construir el edificio. En una Asamblea le otorgaron a la Comisión Directiva facultades extraordinarias para toda gestión inherente al edificio. Esta comisión estaba presidida por Héctor Molinari e integrada por A. Angoti, Abel Guala, Edmundo Vitola, J. Donnamaría y P. Corvera, entre otros. El Club de Leones y el Rotary Club de Haedo fueron otras de las instituciones que participaron.
Luego de mucho esfuerzo por parte de las autoridades de la Delegación Haedo de la UTN y de los vecinos de Haedo, el 1 de marzo de 1972 el Gobierno de la Provincia de Buenos Aires, por la ley 7834, desafectó de su destino originario -reserva de uso público- las fracciones de tierra fiscal ubicadas en Haedo, identificadas catastralmente como: Circunscripción III, Sección F, Manzana 460, Parcela 2 y Manzana 464 y las donó a la UTN para la construcción del edificio propio. En 1975 se colocó la piedra fundamental y el 30 de abril de 1976 se comenzó a construir el edificio ubicado actualmente en París 532. Finalmente, en 1983 fue inaugurado.
El 26 de julio de 2009 se inauguró un nuevo edificio, anexo al existente, que consta de once aulas, un aula magna y una biblioteca con sala de lectura.

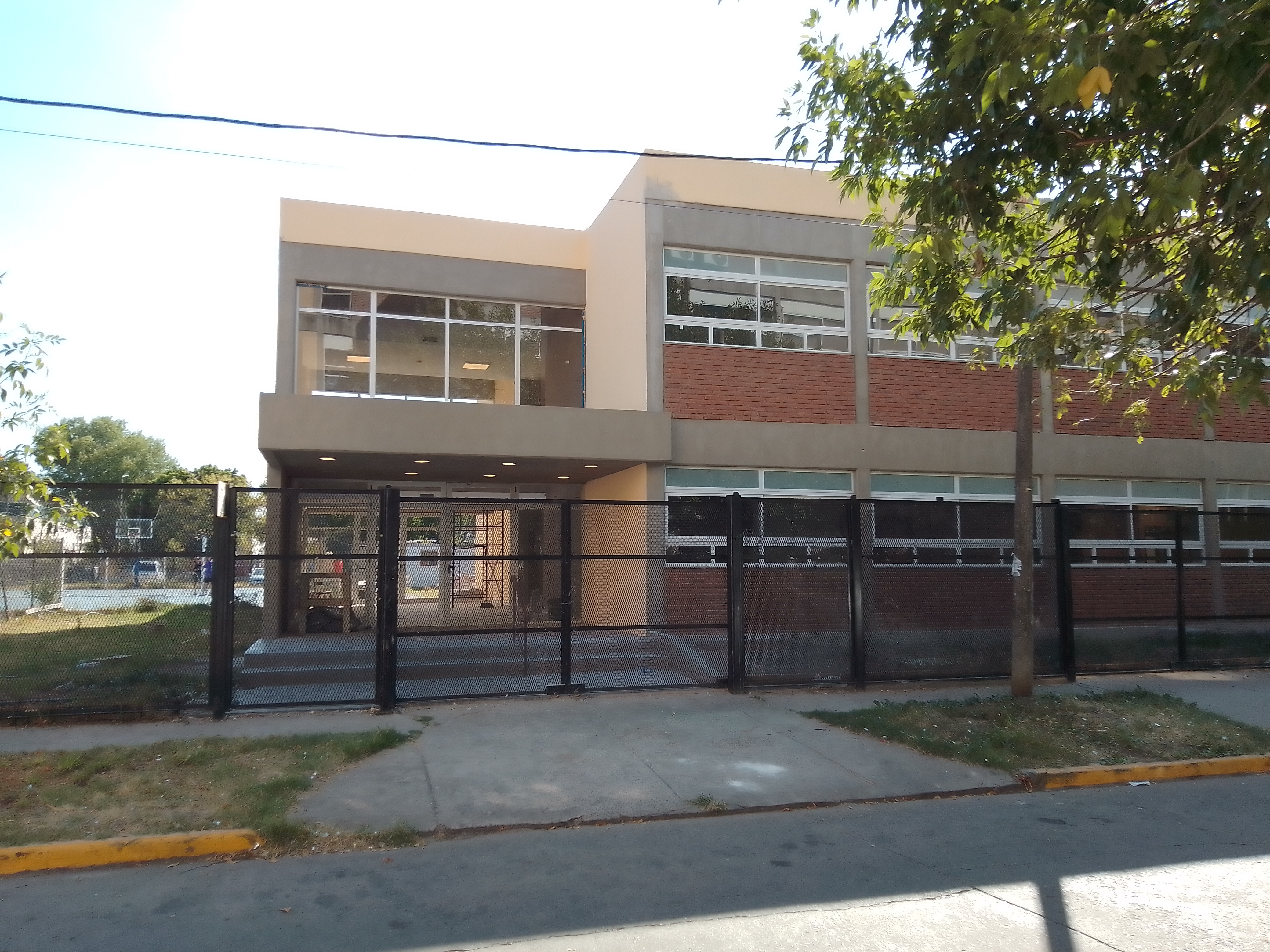
Parte del nuevo edificio, poco antes de su inauguración.

En noviembre de 2021 comenzó la construcción de un nuevo edificio en la manzana lindera al edificio principal, delimitada por las calles Los Andes, Conesa, Directorio y Roberto Ruiz. La primera etapa fue concluida en 2023 e inaugurada el 24 de octubre del mismo año. Este nuevo edificio consta de dos plantas con siete aulas cada una, además de un sector de investigación, sectores de apoyo y sanitarios, lo que amplía en un 30% la capacidad de la Facultad de Haedo. Está prevista una segunda etapa en la que se agregarán dos plantas más y la construcción, en la misma manzana, de un polideportivo.

### Laboratorios

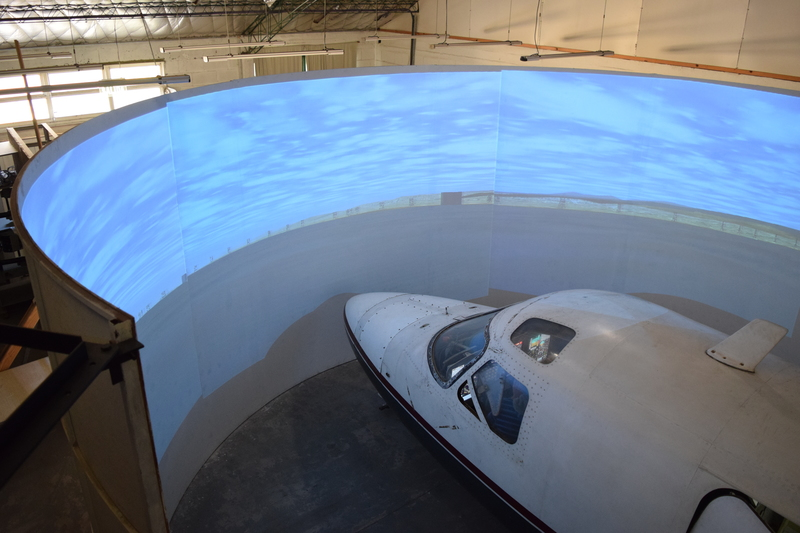
Cabina y pantalla de proyección del simulador de vuelo del Laboratorio de Simulación y Control de Vuelo.

La Facultad Regional Haedo posee varios laboratorios de investigación y práctica, articulados con las distintas materias que se dictan:
- Laboratorio de Estructuras
- Laboratorio de Ensayo de Materiales
- Laboratorio de Física
- Laboratorio de Química
- Laboratorio de Aerodinámica y Fluidos
- Laboratorio de Simulación y Control de Vuelo
- Laboratorio de Ensayos No Destructivos
- Laboratorio de Materiales - Metalografía

## Visión, Misión y Perfil del Graduado
Visión: Buscamos desarrollar en cada miembro de la comunidad UTN FRH la capacidad y la pasión por aportar con sabiduría, creatividad y eficacia al mejoramiento de la calidad de vida de la sociedad argentina.
Misión: Servir a la nación y al mundo a través de la formación, investigación e innovación, que contribuyan con la mejora de las tecnologías e industrias actuales, así como con la creación de nuevas que generen empleo.
Perfil del Graduado: La Facultad Regional Haedo forma profesionales globales con compromiso y pertinencia local, destacados por el ingenio y la motivación por la mejora de las tecnologías e industrias actuales, así como por la generación de propuestas innovadoras en el marco del desarrollo sostenible. Posee un profundo sentir por el desarrollo nacional, la ética profesional y la justicia social.

## Acreditación CONEAU
Las cuatro especialidades que se dictan en la regional, se encuentran acreditadas por la CONEAU (Comisión Nacional de Evaluación y Acreditación Universitaria).